# E형 간염
E형 간염(Hepatitis E)는 E형 간염바이러스에 의해 간에 염증이 발생하는 질병을 말한다. 대변-구강 경로를 통해 감염되어 A형 간염과 유사성을 가지나, 두 바이러스는 이렇다 할 연관성이 없는 것으로 알려져 있다. 1955년에 뉴델리에서 처음으로 나타났으나, 1983년 러시아의 과학자가 아프가니스탄에서 발생한 집단발병의 사례를 연구하며 처음 동정되었다. A형 간염, B형 간염, C형 간염, D형 간염과 함께 사람에게 간염을 일으키는 병원체 중 하나로, 양성 단일 가닥 RNA를 유전체로 가지며, 외피가 없고 정이십면체의 캡시드를 가졌다.
A형 간염과 유사하게 보통 자원이 풍부한 지역에서는 급성으로, (증상이 일시적으로 나타나며 이후 회복되는)자기제한적으로 발생하여 낮은 사망률을 보이지만, 임신부및 면역 약화를 겪는 사람들의 경우 사망률이 상당히 높다. 임산부, 특히 임신 후기에는 더 심각한 질병인 급성 간부전이 나타나 약 20%의 사망률을 보이기도 한다. 임산부에서는 질병이 빠르게 진행되는 반면, 장기 이식 환자의 경우는 더 느리게 지속적으로 발전하여 만성 E형 간염이라 불리는 질병이 나타난다. 3개월 연속으로 바이러스혈증이 나타나는 경우 만성 E형 간염으로 진단한다. HEV는 유전적으로 8개의 유전자형으로 분류될 수 있는데, 이중 3형과 4형은 면역약화 환자에게서 만성 간염을 일으킨다.

2017년에 전세계적으로 1천 9백만명의 사람이 E형 간염에 감염된 것으로 추정된다. 15세부터 35세 사이의 남성 인구가 이 질병에 더욱 잘 감염된다. HEV 239라는 이름을 가진 백신이 중국에서 사용 허가를 받았다.

## 치료
안전성과 효능이 검증된 의약품도 없고, 아직 항바이러스제의 임상실험도 이루어지지 않았다. 소형으로 진행된 연구을 종합하여 분석한 결과, 만성 E형 간염에 감염된 면역억제 환자들에게는 리바비린이 효과를 보일 수 있음이 밝혀졌다.
면역억제요법을 시행중인 장기 이식 환자들에게 자주 나타나는데, 이 경우 면역억제제의 투여를 감소함으로써 환자의 3분의 1 가량이 완치될 수 있다.

## 역학
연간 약 2천만명의 사람들이 E형 간염 바이러스에 의해 감염된다. 대략 300만명이 급성 질환을 겪는데, 이로 인해 2015년에만 44,000명이 사망했다. 특히 임산부는 합병증에 더욱 취약한데, 급성 질환으로 발전할 경우 30%가량이 사망한다. 개발도상국에서 주로 발생하여 많은 사망자를 낳는데, 특히 임산부의 경우 비대칭적으로 높은 사망률을 보인다. 중앙아시아에서 풍토병이 되었으며, 중앙아메리카와 중동 역시 집단발병이 종종 발생하고 있다. 2015년 영국과 웨일즈에서 848건의 감염 사례가 보고되는 등 선진국에서도 점차 발생하고 있다.

## 진화
현존하는 E형 간염 바이러스주는 536년에서 1344년 전에 분기된 것으로 보인다. 다른 방법으로 계산한 결과 대략 6천년 전에 돼지를 가축화하면서 인간에게 도입되었다는 설명도 등장하였다. 인간감염형(anthropotoropic)과 동물감염형(enzootic)의 두 가지 계통군이 분리되어 현재까지 이어지고 있다. 유전자형 1과 2가 인간감염형, 3과 4가 동물감염형으로 분류된다.
다른 유전자형들에 비해 2형이 가장 드무며, 유전적 진화 분석 결과 1형과 3형, 4형이 지난 100년간 등장하여 전파되었다는 결론이 내려졌다.

## 참고 문헌
- Parvez, Mohammad Khalid (2013년 1월 1일). “Chronic hepatitis E infection: risks and controls”. 《Intervirology》 56 (4): 213–216. doi:10.1159/000349888. ISSN 1423-0100. PMID 23689166.
- Aggarwa, Rakesh; Gandhi, Sanjay (2010). “A systematic review on prevalence of hepatitis E disease and seroprevalence of hepatitis E virus antibody” (PDF). World Health Organization. WHO/IVB/10.14.